# 西双紫薇
西双紫薇（学名：Lagerstroemia venusta）为千屈菜科紫薇属下的一个种。

## 扩展阅读
維基物種上的相關：西双紫薇